# Nortonville, Kansas
Nortonville là một thành phố thuộc quận Jefferson, tiểu bang Kansas, Hoa Kỳ. Năm 2010, dân số của xã này là 637 người.

## Dân số
Dân số các năm:
- Năm 2000: 620 người
- Năm 2010: 637 người